# Thủy điện Đăk Pô Cô
Thủy điện Đăk Pô Cô, còn viết là thủy điện Đăk Pô Kô, là thủy điện xây dựng trên dòng Krông Pô Kô , một phụ lưu cấp 2 của sông Sê San, tại vùng đất xã Pô Kô và xã Tân Cảnh huyện Đăk Tô tỉnh Kon Tum, Việt Nam .
Thủy điện Đăk Pô Cô có công suất 16,5 MW với 2 tổ máy, sản lượng điện hàng năm 66 triệu KWh, khởi công tháng 11/2015 , hoàn thành tháng 2/2018.